# Pentahidroborita
La pentahidroborita és un mineral de la classe dels borats. El "penta" de la pentahidroborita és més aviat un nom poc apropiat per a una espècie amb només 2 molècules d'aigua, degut al fet que les 6(OH) havien estat originalment confoses amb 3 aigües extra.

## Característiques
La pentahidroborita és un borat de fórmula química CaB₂O(OH)₆·2H₂O. Cristal·litza en el sistema triclínic en forma de cristalls granulars anèdrics. La seva duresa a l'escala de Mohs és 2,5. Segons la classificació de Nickel-Strunz, la pentahidroborita pertany a «06.BB - Nesodiborats amb tetraedres dobles B₂O(OH)₆; 2(2T)» juntament amb la pinnoïta.

## Formació i jaciments
Va ser descoberta l'any 1961 al dipòsit de bor i coure de Novofrolovskoye, a Turjinsk, Krasnoturjinsk (óblast de Sverdlovsk, Rússia). També ha estat descrita al dipòsit de bor de Bolongo (Rússia), als dipòsits de Pobrdzhsky Potok i Peskanya (Sèrbia), a la mina Fuka (Japó) i a la mina Shijiangshan (Xina). Sol trobar-se associada a altres minerals com: andradita, grossulària, magnetita, szaibelyita, colemanita, howlita, ulexita o studenitsita.